# Café Brasilia
Café Brasilia es una empresa de cafés fundada en 1960 en la ciudad de Reus por dos empresarios Miquel Colás i Piquer y Ramón Giné Martí, actualmente forma parte de Nestlé España.

## Sociedad Colás i Giné
En 1960, Miquel Colás i Piquer y Ramón Giné Martí, dos jóvenes emprendedores reusenses, con la voluntad de entrar en el mundo del café, decidieron unir sus esfuerzos e ilusiones y emprender una fascinante aventura que marcó la ciudad de Reus. Compraron la licencia a un torrefactor, crearon la Sociedad Colás i Giné SRC y como su café necesitaba un nombre, decidieron ponerle el de la nueva capital de Brasil inaugurada ese mismo año, país cafetero por excelencia.

### Antecedentes
Desde la década de los cuarenta hasta 1981, año en que se liberalizó el comercio del café en España, la producción y comercialización del café estaba completamente atomizada: pequeños comerciantes, marcas locales y nacionales competían en un mercado regulado fuertemente por cuotas de compra y calidades impuestas por el gobierno.

## Café Brasilia S.A
Brasilia comenzó en una modesta calle de Reus, en un local de apenas 200 m2 y, dos años más tarde, gracias a la calidad de su producto y al empuje de sus fundadores, se trasladaron a la primera fábrica de Brasilia situada en las afueras de la ciudad. El éxito del café Brasilia, tanto en el hogar como en la hostelería, hizo que pronto las instalaciones se quedaran pequeñas para satisfacer la creciente demanda, por lo que en 1971 se construyó una nueva fábrica adosada a la antigua.

### Década de los 70 y 80
En los años setenta, Productos Brasilia se consolidó como una de las grandes marcas del país, aunque a cierta distancia de los referentes de entonces: Saimaza y Columba. Paralelamente, los dos socios expandieron una enseña propia de frutos secos: Ligón, e implantaron a nivel provincial una red de tiendas de venta y degustación.
A mediados de los setenta, y ya operando con el nombre definitivo de Productos Brasilia, Colàs i Giné adquirieron un terreno en la autopista Reus-Tarragona, donde levantarían la futura fábrica que fue inaugurada el 5 de mayo de 1980.
En 1981 ya facturaban 3.000 millones de pesetas, año en que llegó la liberalización del café; situación que los favoreció, ya que no todo el sector pudo resistir la competencia que se avecinaba. En 1984, Nestlé adquirió el 50% de Productos Brasilia, una operación que se cifró en 370 millones de pesetas. Con el impulso de la multinacional suiza, la marca creció un 30% en tan solo un año. Nestlé continuó apostando por el crecimiento y quería que la marca Brasilia estuviera presente en las grandes cadenas comerciales, con el costo que eso suponía. Esta presión llevó a los creadores de Productos Brasilia a considerar la venta de sus participaciones. La operación se firmó en 1989, cuando la empresa ya había alcanzado los 5.000 millones de pesetas de facturación.

## Productos del Café S.A. (1990-2000)
En 1990, dentro del Grupo Nestlé, se constituyó Productos del Café, S.A. mediante la fusión de tres grandes marcas líderes en sus respectivas zonas de influencia: La Estrella, Brasilia y Santa Cristina. Con el tiempo, se sumaron otras entidades, y en la actualidad, las seis marcas que forman parte de Productos del Café, S.A. son: Brasilia (para la zona de Cataluña), Santa Cristina (Andalucía), La Estrella (Madrid), 154 (zona de Levante), Cubalux (Madrid) y Medalla de Oro (a nivel nacional). En 1992 Pepe Serret, es nombrado director Gerente de Productos del Café, hasta su fallecimiento en un accidente de tráfico el 25 de enero de 1993.
En 1998 Josep Pou es nombrado director del negocio de Cafés de la compañía hasta el 2014, año en el que se retira.
En el año 2000, Nestlé adquiere Cubalux, empresa dedicada a la fabricación y venta de café tostado para hostelería, con las marcas Cubalux y Orolux, y que contaba con unas ventas de aproximadamente 450 toneladas de café tostado, que distribuye principalmente en el ámbito de Madrid y la zona Centro.
En el año 2003, Nestlé adquiere a través de su filial Productos del Café, S.A. a la empresa cafetera española 3JP, que se suma a Cafés La Estrella, Brasilia, Cubalux, Cafés 154, Santa Cristina y otras marcas compradas años antes. En el año 2004 es nombrada directora Silvia Silvia Escudé, que ostentará el cargo hasta octubre de 2023.
El año 2007 la sociedad Productos del Café se integró en Nestlé España, y actualmente comercializa las marcas Bonka, Brasilia, Santa Cristina y La Estrella, así como la gama Medalla De Oro para perfiles más gourmets.
En el año 2009 productos del Café, la filial cafetera de Nestlé adquiera la malagueña Cafés Castel. En el último año Castel vendió un total de 536 toneladas de café y cuenta con delegaciones propias en Madrid, Córdoba y Almería.
En 2020, Nestlé realizó inversiones en sus diez centros de producción en España por más de 52 millones de euros. La mayor parte, cerca de 45 millones, se destinaron al ámbito de la producción y, de estos, más del 18 % se invirtieron en mejoras vinculadas a la sostenibilidad. Por otro lado, las inversiones en áreas de administración, ventas y tecnologías de la información ascendieron a 7 millones de euros.
En octubre de 2023 Meritxell Alegre es nombrada nueva directora de cafés en España.